# 黑布斯特巴赫河
50°37′40″N 6°28′17″E / 50.627776°N 6.471495°E

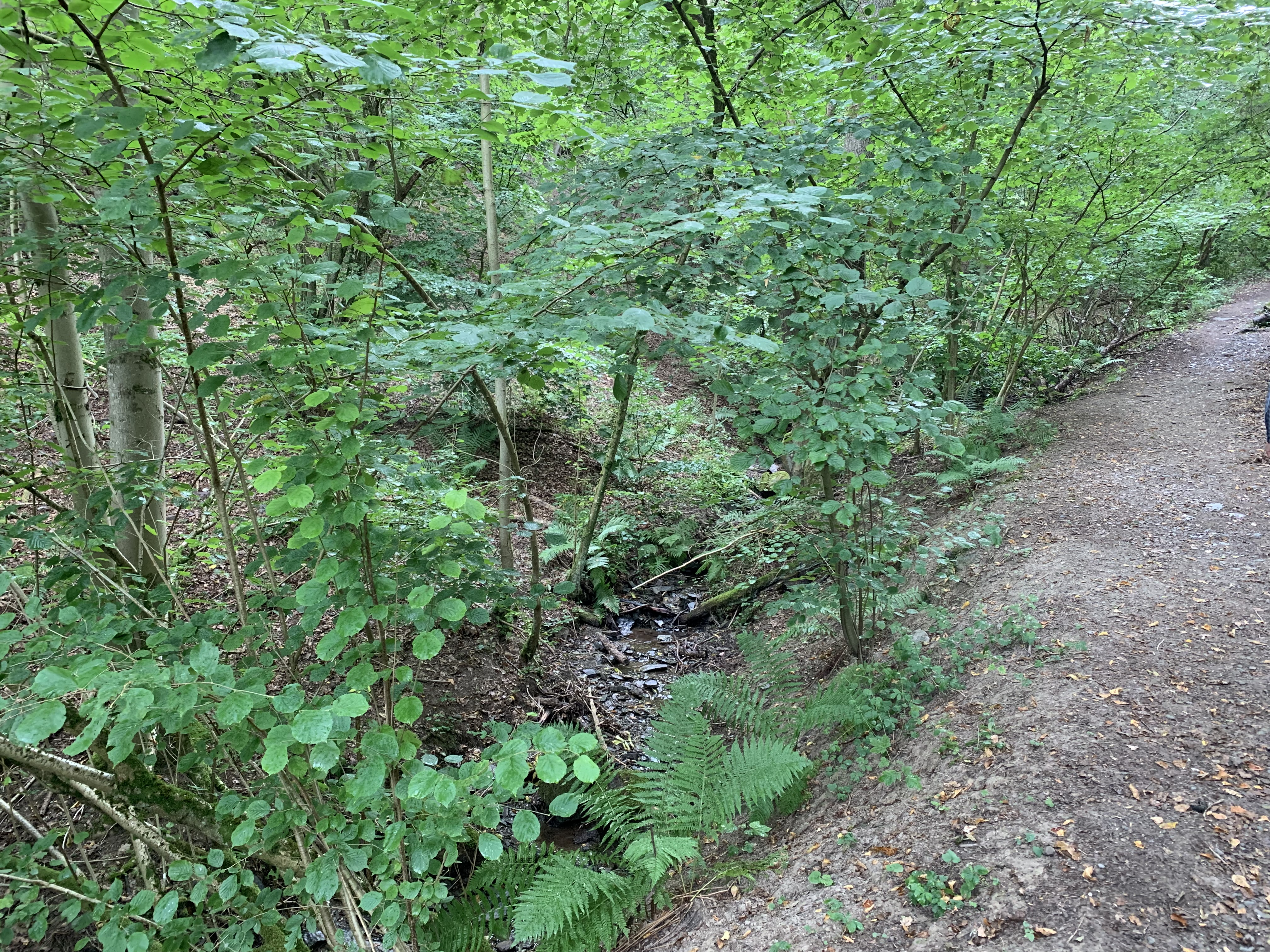

黑布斯特巴赫河（德語：Herbstbach），是德國的河流，位於該國西部，處於北萊茵-威斯特法倫州，屬於魯爾河的右支流，流經迪倫縣，河道全長0.3公里。